# Network Security Services
Network Security Services (NSS) – otwarta biblioteka implementująca algorytmy kryptograficzne, standard S/MIME oraz protokoły SSL i TLS. Dostępna jest dla systemów uniksopodobnych (m.in. Linux, BSD, Solaris, AIX, HP-UX, Tru64), OpenVMS i Microsoft Windows.
NSS używany jest m.in. przez:
- AOL (AIM),
- Mozillę (Mozilla Firefox, Mozilla Thunderbird),
- Red Hat,
- Sun (Sun Java Enterprise System),
- szereg innych projektów wolnego oprogramowania.

Obsługuje m.in.:
- SSL (w wersji 2 i 3),
- TLS (w wersji 1),
- X.509 v3,
- S/MIME,
- OCSP,
- technologie kryptograficzne (RSA, Diffie-Hellman, DSA, AES, SHA-1, MD5 i inne)[1],
- interfejs PKCS #11 do sprzętowej akceleracji.

Biblioteka udostępniana jest jednocześnie na trzech licencjach: Mozilla Public License, GNU General Public License i GNU Lesser General Public License.